# Estadi Gasómetro

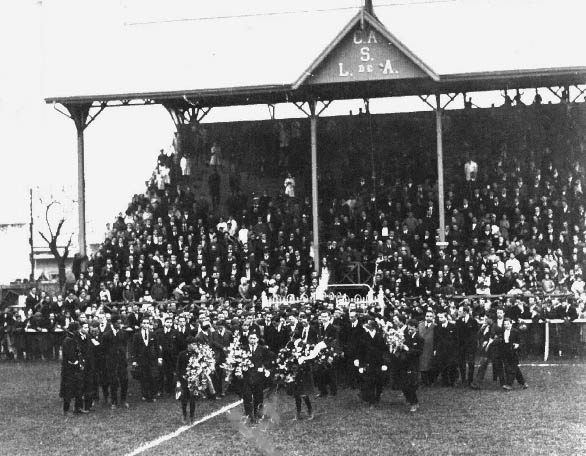
Funeral del jugador Jacobo Urso a l'estadi, agost de 1922

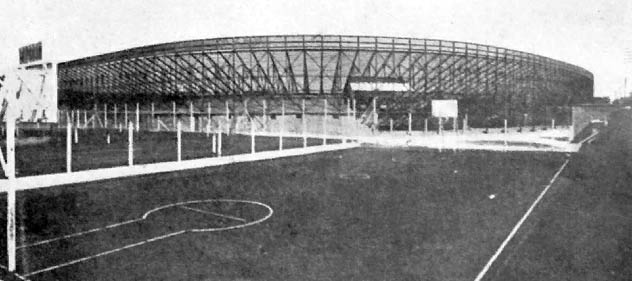
Com la façana de l'estadi semblava un contenidor de gas, fou anomenat Gasómetro

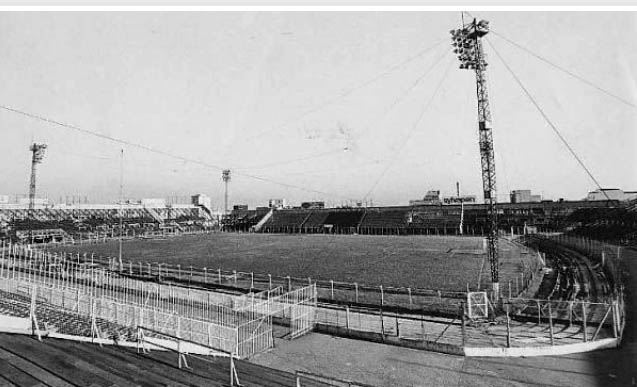
Vista de l'estadi el 1970

L'Estadi Gasómetro, actualment anomenat Viejo Gasómetro, fou un estadi de futbol de la ciutat de Buenos Aires, al barri de Boedo, a l'Argentina.
Va ser inaugurat el 7 de maig de 1916 i va tenir una capacitat màxima de 75.000 espectadors. Fou la seu del club CA San Lorenzo de Almagro fins al 1979, any en què fou clausurat. El gran deute del club forçà la venda de l'estadi al govern i posteriorment a l'empresa Carrefour. Dos anys més tard fou demolit. Després de molts anys de rellogat en altres camps, el 1993 tornà al barri al nou Estadi Pedro Bidegain, també conegut com Nuevo Gasómetro.